# خائيل الأول (بابا الإسكندرية)
خائيل الأول، بابا الإسكندرية وبطريرك الكرازة المرقسية للأقباط الأرثوذكس رقم 46. وأقام بطريركاً 23 سنة ونصف، في الفترة من 14 سبتمبر 743 حتى 12 مارس 767 م، وتوفي. وخلا الكرسي بعده 15 يوماً.